# Klenak, Nikšić
Klenak este un sat din comuna Nikšić, Muntenegru. Conform datelor de la recensământul din 2003, localitatea are 156 de locuitori (la recensământul din 1991 erau 226 de locuitori).

## Demografie
În satul Klenak locuiesc 135 de persoane adulte, iar vârsta medie a populației este de 54,1 de ani (47,8 la bărbați și 60,0 la femei). În localitate sunt 60 de gospodării, iar numărul mediu de membri în gospodărie este de 2,60.
Populația localității este foarte eterogenă.
|  |

| Demografie | Demografie | Demografie |
| An         | Locuitori  | Locuitori  |
| ---------- | ---------- | ---------- |
|            |            |            |
|            |            |            |
|            |            |            |
|            |            |            |
| 1948       | 607        |            |
| 1953       | 682        |            |
| 1961       | 737        |            |
| 1971       | 624        |            |
| 1981       | 411        |            |
| 1991       | 226        | 222        |
| 2003       | 160        | 156        |

| \| Componența etnică conform recensământului din 2003[2] \| Componența etnică conform recensământului din 2003[2] \| Componența etnică conform recensământului din 2003[2] \| Componența etnică conform recensământului din 2003[2] \| Componența etnică conform recensământului din 2003[2] \| \| ----------------------------------------------------- \| ----------------------------------------------------- \| ----------------------------------------------------- \| ----------------------------------------------------- \| ----------------------------------------------------- \| \| \| \| \| \| \| \| Muntenegreni \| Muntenegreni \| \| 98 \| 62,82% \| \| Sârbi \| Sârbi \| \| 48 \| 30,76% \| \| necunoscută \| necunoscută \| \| 2 \| 1,28% \| |              |  |    |        |
| Componența etnică conform recensământului din 2003 |              |  |    |        |
| |              |  |    |        |
| Muntenegreni | Muntenegreni |  | 98 | 62,82% |
| Sârbi | Sârbi        |  | 48 | 30,76% |
| necunoscută | necunoscută  |  | 2  | 1,28%  |